# Kirchgellersen
Kirchgellersen er en kommune i den vestligste del af Landkreis Lüneburg, beliggende vest for byen Lüneburg, i den tyske delstat Niedersachsen.

## Geografi
Kirchgellersen ligger mellem naturområderne Lüneburger Heide og Elbufer-Drawehn. Kommunen er en del af Samtgemeinde Gellersen der har administrationen i Reppenstedt.